# جرمی نورثام
جرمی نورثام (انگلیسی: Jeremy Northam؛ زادهٔ ۱ دسامبر ۱۹۶۱) هنرپیشه اهل کشور بریتانیا است. وی از سال ۱۹۸۷ میلادی تاکنون مشغول فعالیت بوده‌است.

## قسمتی از فیلمشناسی
- گاسفورد پارک
- آمیستاد
- تهاجم
- معما
- هپی
- شوهر ایده‌آل
- تقلید
- گلوریا
- آفرینش
- کارآگاه آوازخوان
- دین اسپانلی